# BR-272
A BR-272 é uma rodovia transversal brasileira que liga São Paulo até a divisa do Estado do Paraná (Guaíra), fronteira com a República do Paraguai.
Existem muitos trechos que estão apenas planejados, isto é, ainda não foram efetivamente construídos, no estado do Paraná.
Em 2006, passou por um processo de recapeamento entre os municípios de Campo Mourão e Goioerê, no Estado do Paraná, o seu primeiro desde a inauguração deste trecho. Coincide, em São Paulo, com a Rodovia Raposo Tavares. 
O traçado da rodovia liga, entre outras cidades:
- São Paulo (SP)
- Sorocaba (SP)
- Itapetininga (SP)
- Itaporanga (SP)

"trecho associado à PRT-272 (Governo do Paraná)"
- Campo Mourão
- Farol
- Janiópolis
- Goioerê

"trecho associado à PRT-272 (Governo do Paraná)"
- Terra Roxa
- Guaíra

## PRT-272
No estado do Paraná, esta rodovia possui o nome de "PRT-272". Liga as seguintes cidades:
- Santana do Itararé
- Siqueira Campos
- Tomazina
- Pinhalão
- Ibaiti
- Figueira

- estrada interrompida, recomeça no município de Mauá da Serra
- Faxinal
- Cruzmaltina
- Borrazópolis

- estrada interrompida no Rio Ivaí, recomeça no município de Iporã
- Francisco Alves

Após este outro trecho, volta a ser BR-272 (responsabilidade do Governo Federal)